# Farrokh Khānī
Farrokh Khānī (persiska: فرّخ خانی) är en ort i Iran.   Den ligger i provinsen Kermanshah, i den västra delen av landet, 500 km väster om huvudstaden Teheran. Farrokh Khānī ligger 1 445 meter över havet och antalet invånare är 230.
Terrängen runt Farrokh Khānī är kuperad norrut, men söderut är den platt.Runt Farrokh Khānī är det ganska tätbefolkat, med 60 invånare per kvadratkilometer. Närmaste större samhälle är Eslāmābād-e Gharb, 15,9 km väster om Farrokh Khānī. Trakten runt Farrokh Khānī består till största delen av jordbruksmark.